# Ramal do Pego
O Ramal do Pego é um ramal ferroviário industrial com cerca de sete quilómetros de extensão, que entronca na Linha da Beira Baixa, no centro de Portugal. Foi construído para abastecer a Central Termoeléctrica do Pego, nas imediações da cidade de Abrantes.

## Descrição
Tem início na estação de Mouriscas-A,[carece de fontes?] da Linha da Beira Baixa, e termina na central eléctrica do Pego. Atravessa o rio Tejo num ponte rodo-ferroviária.

## História
Quando foi planeada a Central do Pego, decidiu-se que o abastecimento de carvão iria ser feito através de grandes embarcações até ao Porto de Sines, sendo o resto do percurso até ao Pego assegurado por comboios. O ramal foi construído em conjunto com a central, tendo sido concluído quando foram instalados os grupos geradores. Em 1991 foi terminada a ligação ferroviária ao Porto de Sines, e em 1992 começaram a circular os comboios entre Sines e o Pego. Estes eram compostos por vagões especiais que tinham sido adquiridos para este fim pela empresa EDP, que então era a proprietária da central eléctrica, tendo sido rebocados por locomotivas da série 1900 até à electrificação.
Nos princípios da década de 1990, a operadora Caminhos de Ferro Portugueses lançou um ambicioso programa de modernização da sua rede ferroviária, no contexto do qual seriam melhorados alguns corredores considerados de grande importância, como o Ramal do Pego. Com efeito, o percurso entre o Porto de Sines e a Central do Pego foi integrado no chamado Itinerário dos Granéis Sólidos, que também incluiu outras rotas de mercadorias na região meridional do país, e que entre outras obras previa a electrificação do Ramal do Pego. Em 1994, os trabalhos de electrificação do ramal encontravam-se quase terminados, prevendo-se já então que que as locomotivas da Série 5600, de tracção eléctrica, iriam substituir as locomotivas a gasóleo da Série 1900 no transporte de carvão entre o Porto de Sines e a Central Termoeléctrica do Pego. Em 2002 foi concluída a electrificação de todo o percurso entre o Porto de Sines e a central eléctrica do Pego, em 25 kV 50Hz, permitindo o arranque da Rota dos granéis, correspondendo ao trânsito ferroviário entre aqueles dois pontos.
Em Novembro de 2021, a Central Termoeléctrica do Pego deixou de utilizar carvão no seu funcionamento, medida que foi tomada no âmbito das políticas do governo para a redução das emissões de gases de estufa.